# Polygala koi
Polygala koi là một loài thực vật có hoa trong họ Polygalaceae. Loài này được Merr. miêu tả khoa học đầu tiên năm 1934.